# 幻想 (心理学)
在心理学中，幻想是指人們在產生某種慾望時大腦會浮現某些符合自己慾望的事情，但這些事情在現實中幾乎不可能發生或與現實相反。例如有人想象自己是成功和受欢迎人士，但現實中並非如此。